# 神奈川県立釜利谷高等学校
神奈川県立釜利谷高等学校（かながわけんりつ かまりやこうとうがっこう、英: Kanagawa Prefectural kamariya High School）は、神奈川県横浜市金沢区釜利谷東にある公立の高等学校。

## 設置学科
- 普通科（クリエイティブスクール）

## 概要
部活動は男子バレーボール部が1993年（平成5年）春高バレー優勝、1997年（平成9年）高校総体優勝の名門であった。また、1998年（平成10年）には女子ボウリング部が、2001年（平成13年）には男子が全国高校ボウリング選手権で優勝の実績がある。
現在の在校生は約630名。2007年度（平成19年度）入試では、募集定員が9年ぶりに1クラス分増えた。
2009年（平成21年）度から入学選抜に学力試験を実施せず、生徒の意欲を見る入学試験の公立クリエイティブスクールとして再整備された。前期選抜（定員の80%）では課題レポートを高校に提出し、それを元に面接（プレゼンテーション）が行われる。後期選抜は面接及び自己表現活動が行われる。いずれも調査書の「評点」は選抜に使われず、その他の記載事項について総合的に選考が行われる（神奈川県教育委員会ホームページより）。
2016年（平成28年）度には、他の県立4高校と共にコミュニティ・スクールに指定され、釜利谷協議会を中心に地域に開かれた学校づくりに本格的に着手している。

## 沿革
- 1984年（昭和59年） - 設立
- 1994年（平成6年） - 体育コース設置
- 2009年（平成21年） - クリエイティブスクール化
- 2016年（平成28年） - コミュニティ・スクールに指定

## アクセス
出典 : 
| 乗車駅            | 系統          | 下車停留所                | 運行事業者 |
| ----------------- | ------------- | ------------------------- | ---------- |
| 京急線 金沢文庫駅 | 文8・文9・能2 | 「釜利谷高校」            | ■京急      |
| 京急線 金沢文庫駅 | 洋1・富3      | 「市民の森入口」、徒歩5分 | ■京急      |

## 著名な出身者
- 加賀山就臣 - ロードレースライダー
- 千葉進也 - 元バレーボール選手（堺ブレイザーズ所属）
- 越谷章 - 元バレーボール選手（東レ・アローズ所属）
- 山本勲 - プロボウラー
- 高坂麻衣 - プロボウラー
- 三浦美里 - プロボウラー
- 谷口博之 - 元サッカー選手（川崎ー横浜FMー柏ーサガン鳥栖）
- 猪俣康一 - 競輪選手